# اقتل الرسول (فلم 2014)
اقتل الرسول (بالإنجليزية: Kill the Messenger) هو فيلم غموض تم إنتاجه في الولايات المتحدة وصدر في سنة 2014. الفيلم من إخراج مايكل كويستا من بطولة جيرمي رينر وراي ليوتا وباري بيبر وأندي غارسيا وماري إليزابيث وينستد، مايكل شين، أوليفر بلات، تيم بليك نيلسون، وروبرت باتريك، مايكل وليامز كينيث، وباز فيغا، ومن المقرر عرض الفيلم في جميع دور العرض بداية من 17 أكتوبر 2014.

## القصة
يحكي الفيلم القصة الحقيقية للمراسل الصحفي غاري ويب (جيرميي رينير)، الذي دمرت حياته تماما بعدما كشف تورط وكالة الاستخبارات المركزية الأمريكية CIA في تسليح متمردي الكونترا في نيكاراغوا واستيراد الكوكايين إلى كاليفورنيا. تلك الوقائع التي نشرها في سلسلته Dark Alliance عام 1996، أصبح ويب بسببها هدفا لحملة تشويه كبيرة من قبل وكالة المخابرات المركزية كان لها تداعيات خطيرة على حياته الشخصية والعائلية.

## وصلات خارجية
- مقالات تستعمل روابط فنية بلا صلة مع ويكي بيانات